# Sanrgo-Peulh
Pour les articles homonymes, voir Sanrgo (homonymie).
Ne doit pas être confondu avec Sanrgo.
Sanrgo-Peulh est une localité située dans le département de Kaya de la province du Sanmatenga dans la région Centre-Nord au Burkina Faso.

## Géographie
Sanrgo-Peulh est située à 4 km à l'est de Sanrgo, à 5 km au nord-est de Kalambaogo et à 15 km au nord-est du centre de Kaya, la principale ville de la région. Le village est à 3 km de la route départementale 18 reliant Kaya à Barsalogho et se trouve à 15 km au nord de la route nationale 3 reliant Kaya à Ouagadougou et de la route nationale 15 reliant à Kaya à Kongoussi.

## Histoire
Le village est historiquement l'entité Peulh de la localité de Sanrgo.

## Éducation et santé
Le centre de soins le plus proche de Sanrgo-Peulh est le centre de santé et de promotion sociale (CSPS) de Kalambaogo tandis que le centre hospitalier régional (CHR) se trouve à Kaya.
Le village possède un centre d'alphabétisation. Cependant l'école primaire la plus proche est à Sanrgo et le collège se trouve à Kalambaogo.